# Jameson (Missouri)
Jameson é uma cidade  localizada no estado americano de Missouri, no Condado de Daviess.

## Demografia
Segundo o censo americano de 2000, a sua população era de 120 habitantes.
Em 2006, foi estimada uma população de 122, um aumento de 2 (1.7%).

## Geografia
De acordo com o United States Census Bureau tem uma área de
0,6 km², dos quais 0,6 km² cobertos por terra e 0,0 km² cobertos por água. Jameson localiza-se a aproximadamente 240 m acima do nível do mar.

## Localidades na vizinhança
O diagrama seguinte representa as localidades num raio de 16 km ao redor de Jameson.